# 189004 Capys
189004 Capys este o planetă minoră (asteroid) din Asteroid troian al lui Jupiter. A fost descoperită pe 16 octombrie 1977 la Observatorul Palomar de Cornelis Johannes van Houten. 
Obiectul prezintă o orbită caracterizată de o semiaxă mare de 5,1763103313733 UAi, o excentricitate de 0,145, o înclinație de 17,1 ° în raport cu ecliptica.